# Orthometopon malickyi
Orthometopon malickyi är en kräftdjursart som beskrevs av Helmut Schmalfuss 1979. Orthometopon malickyi ingår i släktet Orthometopon och familjen Trachelipodidae. Inga underarter finns listade i Catalogue of Life.